# Galesburg (Illinois)
Galesburg város az USA Illinois államában, Knox megyében, melynek megyeszékhelye is. Lakosainak száma 30 052 fő (2020. április 1.). A településen található a BNSF Railway egyik rendezőpályaudvara.

## Közlekedés

### Vasút
A települést napi egy pár California Zephyr néven futó Amtrak távolsági vonatjárat érinti.
Itt található a Galesburg Yard, a BNSF egyik nagy rendezőpályaudvara is.

## Népesség
A település népességének változása:
| Lakosok száma | 323  | 32 195 | 30 052 |
|               | 1850 | 2010   | 2020   |